# Due volte lei
Due volte lei (Lemming) è un film del 2005 diretto da Dominik Moll.

## Trama
Alain Getty, giovane ingegnere che lavora in una società di automazione, e sua moglie, Bénédicte, si trasferiscono nel sud della Francia. Una sera aspettano per cena il capo di Alain, Richard Pollock, e la moglie, Alice. Mentre Bénédicte prepara la cena, il lavello si ottura, ma Alain rinvia la riparazione all'indomani per l'imminente arrivo dei Pollock. La coppia arriva con grande ritardo. La cena si rivela un vero fiasco, soprattutto per l'atteggiamento ostile della signora Pollock che accusa il marito di tradimento apertamente davanti ai giovani ospiti e arrivando, addirittura, a lanciare in faccia al marito un bicchiere di vino. In realtà la signora ha visto i due giovani in approccio amoroso e questo sembra averla turbata molto. La cena finisce all'improvviso per il litigio dei coniugi. Alain provvede a smontare il sifone sotto il lavello e vi trova, con grande stupore, un piccolo animale, che dall'aspetto sembra un roditore. L'indomani Bénédicte scopre che l'animaletto respira ancora. Decide, quindi, di portarlo presso un veterinario, il quale riesce a scoprire, ricorrendo ad un manuale, di quale specie fosse. Si trattava di un lemmo, un roditore di origine artica, assolutamente inesistente in Francia.
Quella sera stessa Alain rimane al lavoro fino a tardi. Di lui si accorge la signora Pollock, Alice, che cerca di sedurre il giovane che, pur resistendole, ne rimane turbato, anche fisicamente. Inoltre la donna rivela al giovane che il marito aveva tentato, in passato di ucciderla. Alla domanda di Alain del perché stessero ancora insieme, la donna risponde che il suo unico desiderio era quello di veder "crepare" il marito. L'approccio tuttavia fallisce per l'ostinata fedeltà di Alain. Al ritorno a casa appare nervoso, soprattutto perché la moglie si accorge dell'odore strano del marito. Il giorno dopo si presenta a casa di Bénédicte la signora Pollock che racconta alla giovane il suo tentativo di sedurre Alain il giorno precedente. La donna appare nervosa, chiede a Bénédicte di farla riposare un po'. Alice occupa la stanza degli ospiti. Al ritorno del marito Bénédicte gli racconta tutto. Spinta dal marito sale su nella stanza e chiede ad Alice se avesse bisogno di qualcosa ma questa, agitata e sgarbata, la manda via in malo modo. Bénédicte è contrariata ed invita il marito a risolvere la questione. Mentre Alain cerca di entrare, sentono un grande trambusto e poi un colpo di pistola. Alice si è suicidata. Bénédicte ha il tempo di guardare gli occhi di Alice morente.
Il giorno dopo si presenta a casa di Bénédicte il nipote del veterinario presso il quale aveva portato il lemming, ricercatore universitario di veterinaria. Egli appare molto incuriosito dalla vicenda del lemmo. Soprattutto del fatto che un lemmo potesse trovarsi in quel posto della Francia. È un fatto scientificamente impossibile. Tuttavia, prima di lasciare Bénédicte racconta che i lemmi si caratterizzano per migrazioni di massa quando si riproducono eccessivamente, con apparente scopo suicidiario, mentre in realtà sono solo alla ricerca di cibo. Abbandonano il loro ambiente e si trasferiscono in altri luoghi, per poi morire nelle acque che incontrano sul loro percorso. Pur non potendo attraversare le acque che incontrano, lo fanno lo stesso, andando incontro a morte certa. Bénédicte rivela al ricercatore che per strana coincidenza, il giorno prima, in quella casa una donna si era tolta la vita. Ma il ricercatore sostiene che quella del suicidio di massa è solo una leggenda, essendo la morte delle bestiole del tutto accidentale. La notte Bénédicte non riesce a riposare a si ritrova, quasi trascinata da un impulso, nella stanza del suicidio. Il giorno dopo rivela al marito, che aveva notato la sua assenza, che aveva desiderato trascorrere la notte in quella stanza. Il marito sembra preoccupato tanto da voler rinviare un viaggio di lavoro a Biarritz programmato insieme al signor Pollock ritornato dall'estero per la morte tragica della moglie.
Il viaggio a Biarritz col signor Pollock avviene. Durante il tragitto, Alain chiede a Pollock se era vero che aveva tentato di uccidere la moglie. Alain racconta quanto riferitogli da Alice quella sera. Pollock capisce tutto e chiede ad Alain se c'era stato sesso tra i due. Alain nega. Tra i due c'è un inizio di litigio subito rientrato. In albergo Alain chiama la moglie che risponde con una voce furiosa e lo manda a farsi "fottere". Alain chiede a Pollock le chiavi della macchina per ritornare a casa subito, nonostante i 600 chilometri di distanza. A casa, nel cuore della notte, trova Bénédicte a letto che dorme e non si sveglia al richiamo del marito. Alain sente dei rumori provenire da dietro la porta della cucina, e aprendola trova la cucina completamente invasa da Lemmi. L'uomo cade a terra per una vertigine di paura, viene sommerso dagli animaletti e perde i sensi. Si risveglia ferito, in ospedale, e con un braccio rotto, con la moglie al suo capezzale che gli rivela una realtà diversa da quella ricordata dall'uomo. Avrebbe avuto un incidente d'auto a 20 chilometri da casa. La moglie nega che in casa ci sia stata un'invasione di lemming come ricordato da Alain, ed anche di avergli risposto male al telefono.
I fatti non convincono Alain che parla delle sue perplessità ad un medico dell'ospedale. Questi attribuisce i ricordi nitidi di Alain ad un evidente shock dovuto all'incidente che avrebbe fatto imprimere nella sua memoria situazioni di fantasia che tuttavia apparivano come vere.
Uscito dall'ospedale, Alain, assieme a Bénédicte, si reca in uno chalet in riva ad un lago di proprietà del signor Pollock per distrarsi un po'. Il posto è immerso nel verde ed è un vero incanto. Mentre sono sulla spiaggia in riva al lago, Bénédicte chiede ad Alain cosa fosse accaduto tra lui e Alice e perché non gli avesse raccontato della proposta di Alice di andare a letto insieme. Bénédicte vuole sapere nei particolari quanto accaduto, con una morbosità che turba Alain. Alain, ancorché contrariato, racconta tutto, ma è stupito dal fatto che Bénédicte ripete le stesse parole che quella sera aveva detto Alice. I due cominciano a baciarsi con passione e Bénédicte chiede ad Alain di chiamarla "Alice". Il marito preso dalla passione si lascia andare ad accontentare la moglie.
La sera Alain non ritrova più la moglie. La porta dello chalet è chiusa. Non sapendo dove andare, si incammina lungo la strada, riuscendo ad avere un passaggio da un camionista. Ritorna a casa. Il giorno dopo viene svegliato dal ricercarore che aveva curato il lemmo. Era venuto a restituirglielo bello e sano e in una gabbietta. Subito dopo ritorna Bénédicte che gli racconta, dopo domande insistenti, di averlo lasciato da solo allo chalet per andare da Pollock. Alain cerca spiegazioni. I due si lasciano in malo modo. Alain su tutte le furie corre da Pollock interrompendo una riunione di lavoro. Pollock racconta che durante la degenza di Alain era stata Bénédicte ad avvicinarlo per un approccio. Alain ritorna a casa e trova la moglie che sta andando via in taxi da Pollock.
La sera Alain raggiunge la villa dove abita Pollock e dove presume si trovi sua moglie. Manda nella villa un piccolo elicotterino volante con una telecalmera incorporata. Scorge Pollock seduto al divano vestito solo con un asciugamani sulle gambe. Vede arrivare poi la moglie in vestaglia che si siede su Pollock. I due sembrano iniziare un rapporto sessuale. Ma purtroppo l'elicottero cade e non gli consente di vedere il resto.
Arrivato a casa apre la gabbietta del lemmo e lo prende. Viene morso dalla bestiola che cade e si perde nell'appartamento. La sera dopo sul divano, nell'oscurità, ritrova la moglie che gli dà del lei e continua a raccontare del precedente approccio, ricordando le precise parole dette da Alice quella sera. Ma nell'ombra l'immagine di Bénédicte si trasforma in quella di Alice. Bénédicte trasformata in Alice (o lo spettro di Alice) dà ad Alain le chiavi della villa di Pollock chiedendogli, se avesse voluto riavere sua moglie, di eliminare Pollock facendo in modo di far apparire un suicidio. Alain va alla villa, entra e raggiunge Pollock che dorme nudo accanto a Bénédicte anch'essa nuda. Pollock si sveglia e vede Alain, che prontamente afferra un cuscino col quale porta l'anziano al soffocamento, sotto gli occhi complici della moglie. Alain si carica il cadavere sulle spalle portandolo in cucina e mettendolo seduto dietro al tavolo. Apre il gas e programma l'accensione della macchina del caffè che porterà all'esplosione per gas al momento programmato. Con la moglie va via, tornando a casa. Alain raggiunge la moglie a letto che gli racconta, come se avesse sempre dormito, di aver sognato Alice.
Il giorno dopo è sabato e Alain non deve lavorare. La coppia è in giardino come se nulla fosse accaduto. Arriva una telefonata che annuncia il suicidio di Pollock. Bénédicte chiede ad Alain se si fosse suicidato per il dolore per la morte della moglie. In casa Bénédicte trova il lemmo morto e lo butta nella spazzatura.

## Distribuzione
Il film è stato presentato in concorso al 58º Festival di Cannes.